# Зевс мисовий
Зевс мисовий, або сонцевик мисовий (Zeus capensis) — риба родини зевсові (Zeidae), роду зевс (сонцевик) (Zeus). Поширений у західній частині Індійського океану біля берегів Мозамбіку, а також навколо Мису Доброї Надії до Затоки Св. Олени, Південна Африка. Морська, демерсальна риба, що сягає 90,0 см максимальної довжини. Живе на глибині 35-200 м.